# 공군군수사령부 (미국)
공군군수사령부(Air Force Logistics Command (AFLC))는 오하이오주 라이트-패터슨 공군기지에 본부를 두었던 미국 육군 항공대와 미국 공군의 군수사령부였다. 1961년부터 1992년까지 연구 및 개발 기능이 공군체계사령부로 분리되었고, 다시 합쳐지면서 대규모 구조조정을 거치 공군물자사령부로 재편성되었다.

## 역사

### 항공기공학부
항공기공학부(Airplane Engineering Department)는 미국 육군 통신대의 장비부(Equipment Division)에서 데이턴 (오하이오주)오하이오주 데이턴의 맥쿡 비행장에 설립한 미국 항공근무대의 로 실험기술설비에 본부를 두었다. 부서는 1917년에 설립되었고, 제1차 세계 대전 당시의 공학을 실험하기 위함이었다.
1917년 6월, Raynal Bolling 래이넬 보일링[*]이 이끄는 항공기생산국의 프랑스 임무대가 영국과 프랑스의 항공기를 가져와 이듬해 1918년 Jesse G. Vincent 제스 G. 빈센트[*] 중령 산하에서 영국과 프랑스에서 가져온 항공기의 미국형을 연구 및 설계하였다. 8월 31일에 공학부(Engineering Division)로 개명되었다.
제1차 세계 대전 이후, 1919년 맥쿡 비행장에 항공응용학교이 설립되었다.
1920년, 항공기생산국(Bureau of Aircraft Production) 산하기관로서 지상공격실험기(GAX)의 설계를 마치고 보잉 GA-1로서 생산하고 VCP-1을 설계하으며, 그 해 루즈벨트 비행장에서의 플리처 경주에서 우승하였다.

### 물자부
물자부(Materiel Division)는 미국 육군 항공단 총감실에서 직접 통제하는 부서로서 연구 및 개발, 조달, 보급 및 정비 기능을 갖추었다. 1926년 1월 15일에 항공근무대의 항공기공학부와 보급부(1919년 설립)를 병합하여 설립하였다.
1927년 4월 1일에 윌버 라이트 비행장과 맥쿡 비행장이 폐쇄되자, 새로이 지은 라이트 비행장로 옮겨갔다.
1935년, 생리학연구실험실이 개설되었다.
텍사스주 샌안토니오, 오하이오주 페어필드, 펜실베이니아주 미들타운, 캘리포니아주 새크라멘토에 있는 항공창의 통제를 위해 현장근무반(Field Service Sections (FSS))를 두었는데, 국외의 파나마, 하와이, 필리핀에 있는 항공창은 현지의 지부에서 통제하고, 현장근무반은 고문을 맡았다.
1942년 4월 1일에 항공단 물자사령부(Air Corps Materiel Command)로 개명되기 시작하여, 1942년 4월에 항공대 물자사령부(Air Force Materiel Command), 1943년 4월에 물자사령부(Materiel Command), 1944년 1월 15일에 육군 항공대 물자사령부(AAF Materiel Command)로 바뀌었다.
1944년 7월 17일, 항공근무사령부와 함께 육군 항공대 물자근무대로 이름지어진 새로운 조직의 산하에 놓이게 되었다.

### 항공기술근무사령부

항공기술근무사령부의 각 문장의 종류
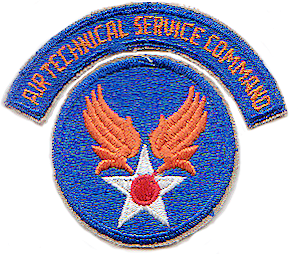
육군 항공대 항공우주기술사령부의 패치
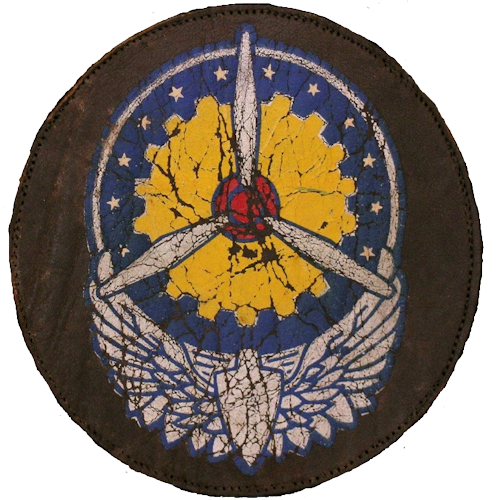
항공기술근무사령부의 문장 (WW2, 초기형)
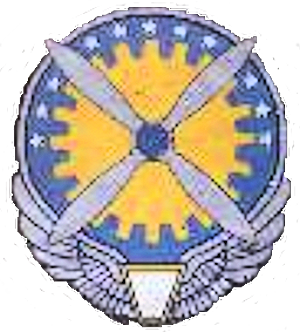
항공기술근무사령부의 문장 (WW2, 후기형)

1944년 8월 31일, 육군 항공대 물자근무대는 육군 항공대 기술근무사령부로 개편되었다.
1945년이 되었을 때, 미국 본토 안의 항공기술근무사령부의 기지는 14개로 늘었고, 미국 육군 항공대의 미국 공군으로의 분리 계획이 시작되었다. 7월 1일, 육군 항공대 기술근무사령부는 항공기술근무사령부(Air Technical Service Command (ATSC))로 개편되었다.
1946년 1월, 미국 육군 지상군의 육군원수 드와이트 D. 아이젠하워와 육군 항공대 대장 칼 스파츠는 미국 공군에 항공기술근무사령부를 포함한 7개 주요 사령부를 조직하는 사안에 동의하였다.

### 항공물자사령부
1946년 3월 9일, 항공기술근무사령부는 항공물자사령부로 개편되었다. 그리고 각 지역의 항공기술근무사령부 또한 항공물자지역대(Air Materiel Area (AMA))로 개편되었다.
1950년, 연구개발 기능이 항공연구개발사령부로 분리되어 개별 조직이 창설되었다.
1961년, 항공물자사령부의 기능이 군수로 집중되어 공군군수사령부로 개편, 무기 체계 취득 기능은 항공연구개발사령부로 넘겨져 공군체계사령부로 개명되었다.
1992년 7월 1일, 공군군수사령부와 공군체계사령부가 1950년 병합되고 조직 병합 및 정리의 개편 작업을 통해 공군물자사령부가 되었다.

## 조직

### 사령부
- 항공단 정비사령부; 1941년 6월 25일 ~ 1950년 1월 23일
- 항공기술근무사령부
  - 로마 항공기술근무사령부 - 뉴욕주 로마
  - 마리아나 항공기술근무사령부
  - 미들타운 항공기술근무사령부 - 펜실베이니아주 미들타운
  - 모빌 항공기술근무사령부 - 앨라바마주 모빌
  - 스포캔 항공기술근무사령부 - 워싱턴주 스포캔 육군 항공 비행장
  - 세크라멘토 항공기술근무사령부 - 캘리포니아주 세크라멘토
  - 샌베르나디오 항공기술근무사령부 - 캘리포니아주 샌베르나디오
  - 샌안토니오 항공기술근무사령부 - 텍사스주 샌안토니오
  - 오그덴 항공기술근무사령부 - 유타주 오그덴
  - 오클라호마시티 항공기술근무사령부 - 오클라호마주 오클라호마시티
  - 워너 로빈스 항공기술근무사령부 - 조지아 워너 로빈스

### 항공물자지역대
Air Materiel Area (AMA)
- 미국 본토
  - 로마 항공물자지역대 - 뉴욕주 로마
  - 미들타운 항공물자지역대 - 펜실베이니아주 미들타운
  - 모빌 항공물자지역대 - 앨라바마주 모빌
  - 세크라멘토 항공군수복합단지 - 캘리포니아주 세크라멘토
  - 샌베르나디오 항공물자지역대 - 캘리포니아주 샌베르나디오
  - 샌안토니오 항공군수복합단지 - 텍사스주 샌안토니오
  - 오그덴 항공군수복합단지 - 유타주 오그덴
  - 오클라호마시티 항공군수복합단지 - 오클라호마주 오클라호마시티
  - 워너 로빈스 항공군수복합단지 - 조지아 워너 로빈스
- 아시아-태평양
  - 마리아나 항공물자지역대
  - 필리핀 항공물자지역대 - 니콜스 비행장
  - 일본 항공물자지역대(이후의 극동항공물자사령부); ~ 1950년
- 유럽
  - 중앙유럽 항공물자지역대

### Force
- 유럽 지역 항공물자군 - 프랑스 샤토루(Chateauroux) 항공창
- 태평양 지역 항공물자군 - 일본 다치카와 비행장

### Wing
- 제50수송비행단(이후, 제50병력수송비행단); 1941년 3월 15일 ~ 1942년 4월 30일
- 제75항공창단(75th Aviation Depot Wing); 6.25 전쟁 - 대한민국 경상남도 진해 공군기지
- 제2750공군기지단; 1992년 7월 1일
- 제3079항공창단(3079th Aviation Depot Wing); 1950년 ~ 1962년 7월 1일 - 라이트-패터슨 공군기지

### 부대
- 제4000항공기지부대 (사령부); 1944년 4월 1일 ~ 1992년 7월 1일 - 라이트-패터슨 공군기지
- 제4000육군항공대부대 (항공기지); 1945년 2월 21일
- 제4000공군기지부대 (항공기지); 1947년 9월 26일
- 제2750공군기지(이후, 2750공군기지단); 1948년 8월 28일

### 부서
- 해외데이터반(이후의 항공첩보원)

센터

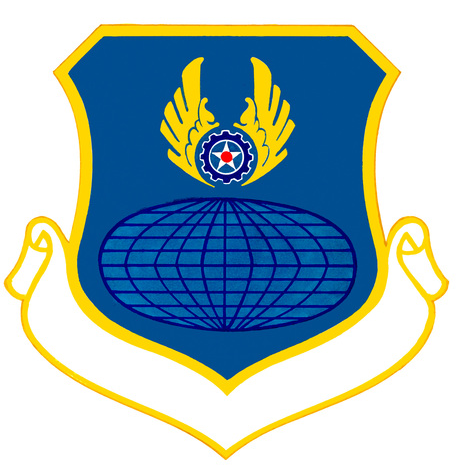
국제군수센터의 문장

- 국제군수센터; 1978년 4월 12일 ~ 1992년 7월 1일

### 그 외

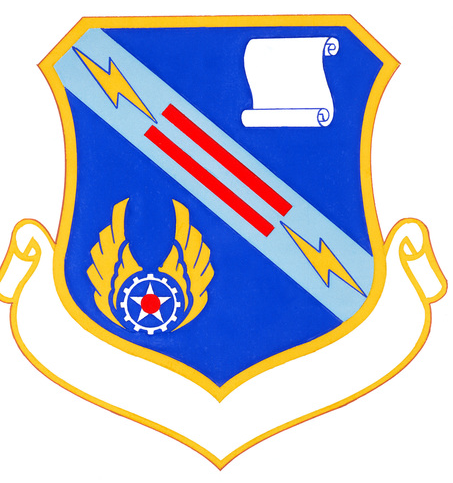
공군군수사령부 부사관학교의 문장

- 공군군수사령부 부사관학교

## 기록

### 계보
- 1944년 7월 14일, Army Air Forces Materiel and Services→육군 항공대 물자근무대로 설립됨.

1944년 7월 17일에 주요사령부로서 조직됨.
1944년 8월 31일, 개편됨: Army Air Forces Technical Service Command→육군 항공대 기술근무사령부
1945년 7월 1일, 개편됨: Air Technical Service Command→항공기술근무사령부
1946년 3월 9일, 개편됨: Air Materiel Command→항공물자사령부
1961년 4월 1일, 개편됨: Air Force Logistics Command→공군군수사령부
1992년 7월 1일, 활동중지.

### 소속
1. 미국 육군 항공단 총감실; 1926년 1월 15일
2. 미국 공군 본부; 1946년 7월 14일 ~ 1961년 7월 1일

### 기지
1. 오하이오주 라이트-패터슨 공군기지; 1946년 7월 14일 ~ 1961년 7월 1일

## 참고

### 인용
1. ↑  Maurer, Maurer (1978), “The Final Report and a Tactical History” (PDF), 《The U.S. Air Service in World War I》 (Washington, D.C.: Officer of Air Force History, Headquarters USAF) One, 53–54쪽, 2013년 9월 27일에 원본 문서 (PDF)에서 보존된 문서, 2014년 7월 7일에 확인함
2. ↑  “Augustine Warner Robins, Brigadier General, United States Army Air Corps”. 2015년 3월 5일에 확인함.
3. ↑  “Records of the Army Air Forces [AAF]” (weblist). NARA. 2013년 8월 19일에 확인함.
4. ↑  Bednarek, Janet R. Daly (2003년 5월 13일). “Aeronautical Research in Ohio” (PDF) (영어). Columbus, Ohio: University of Dayton: 8.
5. ↑  Craven, Wesley Frank; Cate, James Lea (1955). 〈Chapter 11: THE AAF'S LOGISTICAL ORGANIZATION〉. 《The Army Air Forces in World War II Volume VI: Men and Planes: Chapter 11》 (영어). 363-365쪽. ISBN 0-912799-03-X. LCCN 48-3657. 2024년 11월 11일에 확인함.

### 자료
- “Air Force Materiel Command History” (영어). Air Force Materiel Command Public affair office. 2023년 8월 27일에 확인함.